# Dalwigksthal
Dalwigksthal ist ein heute zur Gemeinde Lichtenfels gehörendes Dorf im hessischen Landkreis Waldeck-Frankenberg. Es liegt am Eder-Zufluss Orke, unmittelbar vor deren Eintritt in die Örksche Schweiz (Waldeckische Schweiz).

## Geschichte
Durch das waldeckische Gesetz vom 24. Januar 1851 veranlasst, schlossen sich die Güter Kampf, Sand und Lichtenfels sowie die dort gelegenen Ansiedlungen und Mühlen zum Dorf Dalwigksthal zusammen. Bereits im Mittelalter war die Rede von einer Talsiedlung mit Kirche, deren Name „Eisenbeck“ im 14. Jahrhundert und zum Ende des 18. Jahrhunderts vorkam. Im Jahre 1598 wurde die Bezeichnung „Ensenbecke“ dokumentiert.
Am 1. Oktober 1971 bildeten Dalwigksthal und sieben weitere Gemeinden die neue Stadt Lichtenfels.

## Name
Die Ortsbezeichnung bezieht sich auf das ursprünglich edelfreie, zum hessisch-waldeckschen Uradel gehörende Geschlecht der Herren von Dalwigk, das noch heute bei der Althessischen Ritterschaft immatrikuliert ist.

## Burg Lichtenfels

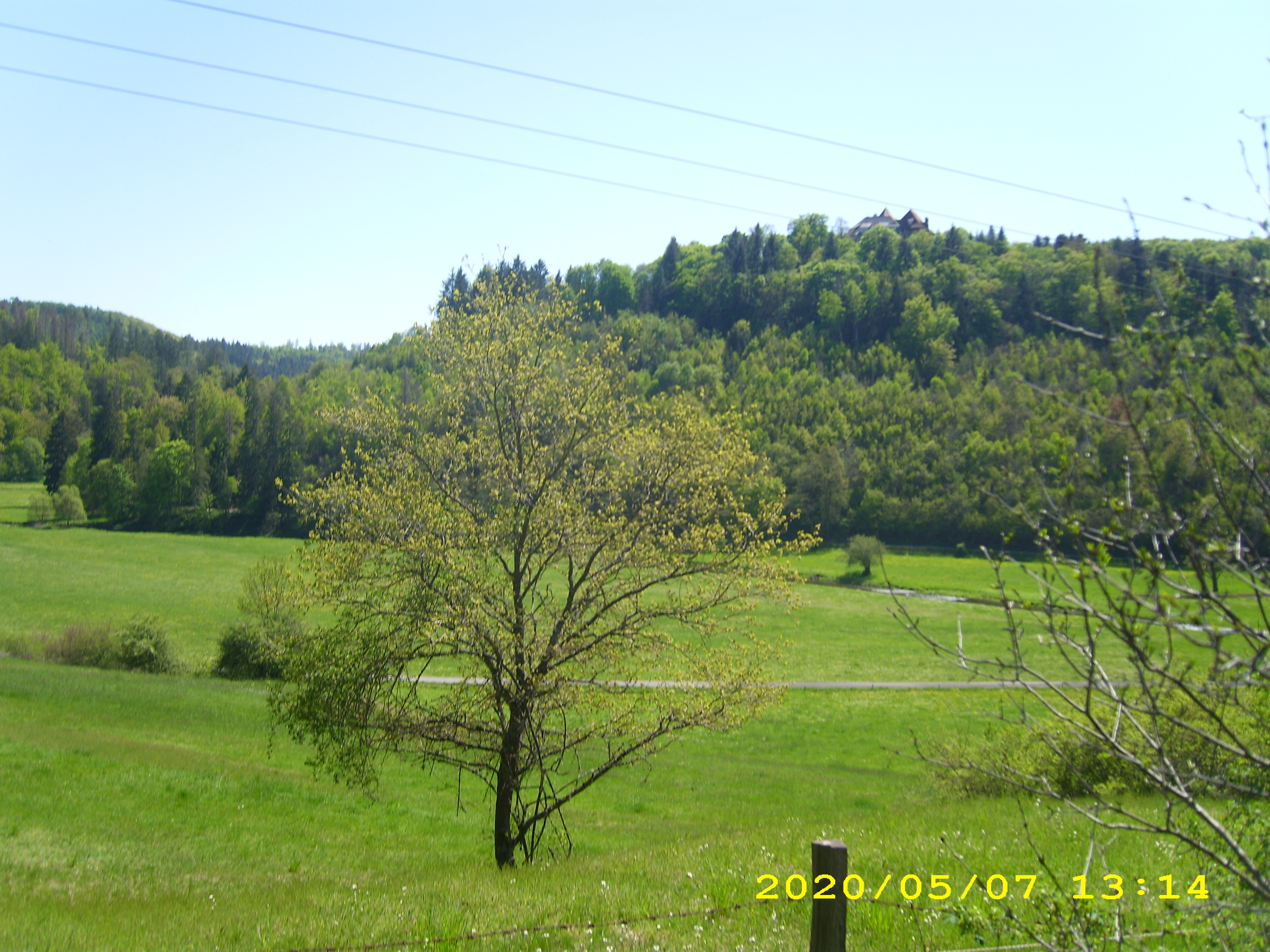
Das Eintrittstal der Orke in die Örksche Schweiz, Einheit 332.33 des Ostsauerländer Gebirgsrandes, bei Dalwigksthal; oben im Hintergrund Burg Lichtenfels

Die Burg Lichtenfels wurde im Jahre 1189 vom Abt von Corvey erbaut, jedoch wenig später wieder zerstört, dann zwischen 1223 und 1230 wieder errichtet. Am 21. Juli 1267 verpfändete Corvey dem Grafen Adolf I. von Waldeck unter anderem Schloss Lichtenfels. Nach heftigen Fehden musste Corvey 1297 dem Grafen Otto von Waldeck endgültig den Besitz der Burg zugestehen. Der Erzbischof von Köln erhob als Herzog von Westfalen Anspruch auf die im Amt Lichtenfels gelegenen Orte Münden, Neukirchen und Rhadern, was im 16. und 17. Jahrhundert zu langwierigen Prozessen und Kämpfen führte. Im Laufe dieser Auseinandersetzungen wurde die Burg vermutlich zu Beginn des 17. Jahrhunderts erneut zerstört. Ein teilweiser Wiederaufbau fand 1631 statt, ein umfassender folgte zwischen 1908 und 1914. Ende der 1980er Jahre kaufte eine Unternehmerfamilie die bis dahin wieder baufällig gewordene Burg und restaurierte sie umfassend.

## Biodata
Auf der Burg war zeitweise das Unternehmen Biodata des Tan Siekmann ansässig. Biodata war ein im Bereich IT-Sicherheit tätiges Unternehmen der so genannten New Economy. Im November 2001 meldete Biodata Insolvenz an. Damit einher ging einer der frühen Skandale der New Economy, welcher später vom Filmemacher Klaus Stern in dem Film „Weltmarktführer“ aufgearbeitet wurde. 2005 wurde der Film mit dem höchsten deutschen Dokumentarfilmpreis, dem Herbert Quandt Medien-Preis der Johanna Quandt-Stiftung, ausgezeichnet.

## Wasserburg Huxhohl
Diese abgegangene Wasserburg wurde 1335 urkundlich im Besitz der Herren von Dorfeld erwähnt. Sie befand sich westlich des Dorfes. Nach 1609 kam sie in den Besitz der Herren von Dalwigk. Später verfiel sie allmählich und wurde komplett abgebrochen und die Wassergräben wurden verfüllt. Überreste sind nicht mehr vorhanden, das Gelände wurde vollständig eingeebnet.

## Ortsbeirat
Dalwigksthal verfügt als Ortsbezirk über einen Ortsbeirat, bestehend aus fünf Mitgliedern, dessen Vorsitzender ein Ortsvorsteher ist.

## Kirche
Die Kirche Dalwigksthals, die von alters her zur Pfarrei Münden gehörte, ist heute dem Kirchspiel Sachsenberg angegliedert. Sie entstand anstelle einer Kapelle, die einst die Begräbnisstätte der Familie von Dalwigk war. Von der mittelalterlichen Kapelle ist nur noch der gotische Chor erhalten, der vermutlich zu Beginn des 14. Jahrhunderts entstand. Das heutige Schiff wurde 1620 neu errichtet.

## Persönlichkeiten
- Wilfried Seibel (1930–2006), Lebensmitteltechnologe, in Dalwigksthal geboren
- August Ibing (1878–1959), Kunstmaler, gestorben und beerdigt in Dalwigksthal[4]